# 케빈 버자드
케빈 마크 버자드(Kevin Mark Buzzard, 1968년 9월 21일 ~ )는 영국의 수학자이자 현재 임페리얼 칼리지 런던의 순수 수학 교수이다. 산술 기하학과 랭글랜즈 프로그램을 전문으로 한다.

## 생애
로열 그래머 스쿨에 다니면서 국제수학올림피아드에 참가하여 1986년에 동메달을, 1987년에는 만점으로 금메달을 획득했다.
트리니티 칼리지에서 수학 학사 학위를 취득했으며, 1990년에는 Senior Wrangler였고, 1991년에는 C.A.S.M.을 취득했다. 그 후 리처드 로런스 테일러의 지도하에 "The levels of modular representations"라는 학위논문으로 1995년에 박사 학위를 받았다.
1998년 임페리얼 칼리지 런던에서 강사로, 2002년에는 리더로 재직했으며 2004년에는 교수로 임명되었다. 2002년 10월부터 12월까지 하버드 대학교에서 방문 교수를 지냈으며, 이전에는 프린스턴 고등연구소(1995년), 캘리포니아 대학교 버클리(1996~1997년), 파리의 앙리 푸앵카레 연구소(2000년)에서 근무했다.
"정수론 분야에서의 뛰어난 업적"으로 2002년 런던 수학회로부터 화이트헤드상을 수상했으며, 2008년에는 시니어 버윅 상을 수상했다.
2017년, Lean 증명 보조기를 활용한 형식화 프로젝트와 블로그를 시작했으며, 이후 미래 수학 연구에서 컴퓨터 증명 보조기 사용을 장려해왔다. 2022년 세계 수학자 대회에서 해당 주제에 대한 강연을 했다.
카리부(Caribou)로도 알려진 음악가 댄 스네이스의 박사 지도 교수였으며, 스네이스는 임페리얼 칼리지 런던에서 Overconvergent Siegel Modular Symbols에 대한 연구로 수학 박사 학위를 받았다.
2024년, 버자드와 공동 연구자들은 Lean에서 페르마의 마지막 정리를 형식화하기 시작하기 위해 5년간의 EPSRC 보조금을 받았다.